# چنستوبوروویتسه
چنستوبوروویتسه (به لهستانی:  Częstoborowice) یک روستا در لهستان است که در گمینا ربچویتسه واقع شده‌است.